# Boban Rajović
Boban Rajović (Kopenhagen, Danska, 25. prosinca 1971.) crnogorski je  pjevač. Neke od njegovih poznatijih pjesama su: „Usne boje vina” i „Provokacija”. Od 2000. godine živi u Beogradu. Oženjen je Draganom Rajović i s njom ima troje djece.
Rajović je rođen u Kopenhagenu u Danskoj, od roditelja koji su emigrirali iz Berana u Crnoj Gori. S 19 godina počeo je pjevati u kafićima u Skandinaviji. Preselio se u Beograd 2000. kako bi snimio svoj prvi album i nastavio tamo živjeti.

## Diskografija
- Piroman (2000.)
- Puklo srce (2003.)
- Provokacija (2006.)
- Usne boje vina (2007.)
- Kosači (2008.)
- Najbolje do sada (2009.)
- Mijenjam (2010.)
- Vojnik zabluda (2013.)
- Singlovi (2017.)
- Dito (2018.)